# Philippe Le Guillou
Pour les articles homonymes, voir Le Guillou.
Philippe Le Guillou, né le 12 août 1959 au Faou dans le Finistère, est un écrivain et critique littéraire français.

## Biographie

### Jeunesse
Philippe Le Guillou est né au Faou, dans la maison de ses grands-parents maternels située au lieu-dit Kerrod. Après avoir passé son enfance dans les Côtes-du-Nord jusqu'en 1968, il grandit à Morlaix. C'est cette ville qui sert de modèle à la cité où déambule le héros de son premier roman, L'Inventaire du vitrail (1983).
Il obtient le baccalauréat en 1977 et entre en classes préparatoires au lycée Chateaubriand de Rennes.
Les épisodes les plus forts de son adolescence sont la matière du Passage de l'Aulne (1993), roman de formation autobiographique où est évoquée, notamment, la venue à l'écriture.

### Formation
Son mémoire de maîtrise à l'université Rennes 2 porte, en 1980, sur La Voie royale, roman dont il reparlera dans L'Inventeur de royaumes (1996), publié à l'occasion de la translation au Panthéon des cendres d'André Malraux.
En 1984, il Il est reçu à l'agrégation de lettres modernes 
En 1997, il soutient, toujours à Rennes 2, une thèse intitulée « Figures et rituels initiatiques dans le roman et le récit français : 1970-1980 ».

### Enseignement et écriture
Professeur de lettres, il enseigne jusqu'en 1995 à Brest puis à Rennes avant d'être nommé, au printemps de la même année, inspecteur pédagogique régional et affecté à l'académie de Versailles. Il s'installe alors à Paris, qui occupera désormais une place importante dans ses romans. Il publie en 2001 un essai en forme de promenade consacré à ses lieux parisiens, Paris. Une porte derrière la Bretagne.
Devenu en 2002 inspecteur général, il partage son temps entre ses fonctions de doyen du groupe des lettres et son séminaire à Sciences-Po Paris, qui porte notamment sur le roman moderne et contemporain.
Le 8 décembre 2011, il est candidat au fauteuil de Pierre-Jean Rémy à l'Académie française. Avec successivement 1, 2 et 2 voix aux trois tours de scrutin, il n'est pas élu.

### Autres activités
Philippe Le Guillou préside avec Claudine Glot le Centre de l'imaginaire arthurien basé au château de Comper-en-Brocéliande et, depuis 2012, le jury du prix Breizh.
Le Stabat Mater qu'il a écrit pour le compositeur Éric Tanguy est créé à Aix-en-Provence le 25 avril 2014 dans le cadre du deuxième festival de Pâques.

### Décorations
- Officier de la Légion d'honneur, chevalier en 2008[8]
- Chevalier de l'ordre national du Mérite
- Chevalier de l'ordre des Arts et des Lettres

## Thèmes
Son œuvre littéraire est marquée par plusieurs thèmes récurrents, notamment la Bretagne, l'enseignement et la foi, mais aussi l'importance accordée à l'imagination ainsi qu'à la mémoire.

## Œuvre

### Romans
- L'Inventaire du vitrail, Mercure de France, 1983
- Les Portes de l'apocalypse, Mercure de France, 1984
- Le Dieu noir, Mercure de France, 1987 Chronique imaginaire du pontificat d'un pape africain, Miltiade II.
- La Rumeur du soleil, Gallimard, 1989 — Prix Méditerranée 1990
- Le Donjon de Lonveigh, Gallimard, 1991 Un écrivain reclus en Irlande reçoit un jeune critique littéraire.
- Le Passage de l'Aulne, Gallimard, 1993 Un jeune homme fait retour sur lui-même, notamment sur ses années d'études en Bretagne.
- Livres des guerriers d'or, Gallimard, 1995 — Prix Ève-Delacroix 1996
- Les Sept Noms du peintre, Gallimard, 1997 —  Prix Médicis 1997 (L'histoire d'Erich Sebastian Berg, peintre imaginaire, lancé dans une quête folle de la beauté et de l'absolu.)
- L'Orée des flots. Rêverie tristanienne, suivi de Pour une poétique arthurienne, Artus, 1997
- Douze années dans l'enfance du monde, Gallimard, 1999 Récit imaginaire des douze premières années de la vie du Christ.
- Les Proximités éternelles (récits), Mercure de France, 2000
- Le roi dort, Gallimard, 2001 —  Prix Charles-Oulmont de la Fondation de France 2001
- Les Marées du Faou, Gallimard, 2003 Récit autobiographique de son enfance en Bretagne.
- Après l'équinoxe, Gallimard, 2005
- La Consolation, Gallimard, 2006 ; suite d'Après l'équinoxe
- Le Déjeuner des bords de Loire suivi de Monsieur Gracq, Gallimard, Folio, 2007
- Fleurs de tempête, Gallimard, 2008
- Le Dernier Veilleur de Bretagne, Mercure de France, 2009
- Le Bateau Brume[10], Gallimard, 2010
- L'Intimité de la rivière, Gallimard, 2011
- Le Pont des anges, Gallimard, 2012
- Le Chemin des livres, Mercure de France, 2013
- Les Années insulaires, Gallimard, 2013
- Paris intérieur, récit, Gallimard, 2015
- Géographies de la mémoire, Gallimard, 2016
- Novembre, Gallimard, 2017
- La Sainte au sablier, Carnet d'un pèlerin, Éditions Salvator, 2017
- La Route de la mer, Gallimard, 2018
- Le Roman inépuisable, Gallimard, 2020
- Le Vitrail de Thérèse, Peuples du monde/Éditions des Célestins, coll. « Epître », 2022
- Brest, de brume et de feu, Gallimard, 2024

### Essais
- La Main à plume, Artus, 1987
- Julien Gracq. Fragments d'un visage scriptural, La Table Ronde, 1991
- Le Songe royal. Louis II de Bavière, Gallimard, 1996
- L'Inventeur de royaumes. Pour célébrer Malraux, Gallimard, 1996
- Figures et rituels initiatiques dans le roman et le récit français, 1970-1980 (thèse[11]), université Rennes-II, 1997
- Chateaubriand à Combourg. Une initiation chevaleresque, avec des photos de Jean Hervoche, Christian Pirot éd., 1997
- Stèles à de Gaulle, Gallimard, 2000
- Chateaubriand et la Bretagne, Blanc Silex, 2002
- Stèles à de Gaulle, suivi de Je regarde passer les chimères, édition revue et augmentée, Folio, 2010
- À Argol il n'y a pas de château, Pierre-Guillaume de Roux, 2014
- Le Pape des surprises, Gallimard, 2015
- Géographies de la mémoire, Gallimard, 2016
- Le Passeur, Mercure de France, 2019
- La Pierre et le Vent, Tallandier, 2019 —  Prix Témoins de lumière 2019
- Colombey. L'autre colline inspirée, Salvator, 2020
- Le Testament breton, Paris, Gallimard, coll. « Blanche », 2022
- Notre-Dame de l'univers, Paris, Gallimard, coll. « Blanche », 2025

### Livres illustrés
- Immortels. Merlin et Viviane, avec des dessins de Paul Dauce, Artus, 1991
- Un donjon et l'océan. La Bretagne de Chateaubriand, avec des photos de Jean Hervoche, Artus, 1995
- Brocéliande, photos de Yvon Boëlle, Ouest-France, 1995
- Arrée. L'Archange et le dragon, avec des photographies de Bernard Galeron et de Jean-Baptiste Grison, Artus, 1996
- Îles, avec des photos de Jean Hervoche, Terre de Brume, 1999
- Des Bretagne très intérieures, avec des photos de Yvon Boëlle et de Jean Hervoche, ainsi qu'une introduction de Marc Nagels, Hoëbeke/Artus, 2000
- Louedin, en collaboration avec Patrick Grainville et Bertrand Duplessis, textes qui accompagnent le parcours du peintre, La Bibliothèque des arts, 2002
- Theoria Sacra, textes sur des peintures de Richard Texier, Le Temps qu'il fait, 2009
- Le Dieu cerf, avec des dessins de Loïc Le Groumellec, Fata Morgana, 2019 Récit inspiré par la vie de saint Eustache.